# Пейрав Сулеймани
Пейра́в Сулеймани́ (тадж. Пайрав Сулаймонӣ; 15 апреля 1899, Бухара — 9 июня 1933, Сталинабад), настоящее имя Атаджа́н Сулеймани́ (тадж. Отаҷон Сулаймонӣ) — таджикский и советский поэт, прозаик, литератор и переводчик. Реформатор традиционной таджикской поэтической метрики.

## Биография
Атаджан Сулеймани родился 15 апреля 1899 года в Бухаре — столице Бухарского эмирата, в семье крупного купца. Начальное образование получил в медресе Бухары и Мерва (ныне Мары). В 1916-1917 годах учился в Каганском русском училище. Поддерживал революцию в Бухаре, по некоторым данным являлся младобухарцем, после революции в Бухаре, и образования Бухарской Народной Советской Республики, в 1921-1922 годах работал вторым секретарём в представительстве БНСР в столице Эмирата Афганистан — Кабуле. После возвращения из Афганистана, поселился в Самарканде, начал заниматься творчеством, работал редактором и переводчиком в государственном издательстве. Позднее стал членом Союза писателей Таджикистана. 
Умер 9 июня 1933 года в Самарканде, в 34-летнем возрасте. Похоронен в Самарканде, на кладбище Хазрет-Хызр, вблизи мавзолея Нуриддина Басира, мечети Хазрет-Хызр и мавзолея Мухсумбобо.
Был женат. Дочь — Гульчехра Сулеймани (1928—2003) — поэтесса, член союза писателей СССР, народная поэтесса Таджикистана.

## Творчество
Начал писать стихи с 15-летнего возраста. Начал учить наизусть многочисленные стихи и газели. Принадлежал к поколению таджикских писателей и поэтов, которые в первые послереволюционные годы вошло в литературу, и творчество которых было связано с социальными преобразованиями, осуществленными в конце 1920-х годов. С именами поэтов Абулькасима Лахути (1887—1957), Садриддина Айни (1878—1954) и Пейрава Сулеймони связано зарождение таджикской советской литературы, преодолевшей влияние националистических идей пантюркизма.
Дебютировал с политической поэзией. В первых стихах воспевал революцию в Бухаре. Во второй половине 1920-х годов, творчески освоив и внедрив традиции В. В. Маяковского в таджикскую советскую литературу, писал о социалистическом строительстве, освобождении женщины и борьбе народов против колониализма. Первый сборник стихов «Цветы литературы» вышел в 1931 году. Лирика Пейрава злободневна, динамична, обладает большой эмоциональной силой.
Занимался переводами на таджикский язык произведений русских и советских авторов, в том числе, Н. В. Гоголя, А. Серафимовича («Железный поток»), Д. Фурманова, трудов лингвиста Е. Поливанова и др.
| - Могила Пейрава Сулеймани в Самарканде в июле 2018 года - Могила Пейрава Сулеймани в Самарканде в июле 2018 года |

## Избранная библиография
- «Шукуфаи адабиёт» (1931)
- «Қадам ба панҷсолаи дуввум» (1934)